# Coràcids

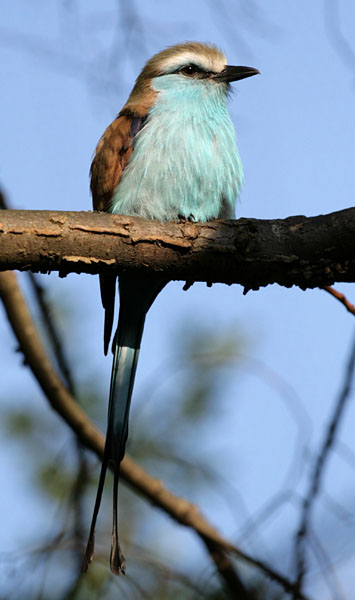
Coracias spatulatus

Els coràcids són una família d'ocells tropicals o subtropicals de l'ordre dels coraciformes.

## Morfologia
- Fan entre 25 i 40 cm de llargària.
- Plomatge blavós.
- Bec curt.
- Potes curtes.
- Ales de mida mitjana.

## Reproducció
Fan el niu a un forat d'un arbre i hi ponen 2-4 ous.

## Alimentació
Mengen insectes que atrapen al vol.

## Hàbitat
Viuen en àrees obertes, boscos, parcs i jardins.

## Distribució geogràfica
Són autòctons d'Àfrica, el sud d'Euràsia i Austràlia.

## Llista de gèneres
S'han observat 2 gèneres amb 12 espècies:
- Gènere Coracias, amb 8 espècies.
- Gènere Eurystomus, amb 4 espècies.